# Xã Stanchfield, Quận Isanti, Minnesota
Xã Stanchfield (tiếng Anh: Stanchfield Township) là một xã thuộc quận Isanti, tiểu bang Minnesota, Hoa Kỳ. Năm 2010, dân số của xã này là 1.209 người.